# Susanne Schuster
Susanne Schuster (n. 9 mai 1963, Bietigheim-Bissingen, Republica Federală Germania, Germania) este o înotătoare germană, medaliată olimpică. A participat la o ediție a Jocurilor Olimpice (1984) în care a câștigat o medalie de bronz.

## Participări
Lista de mai jos prezintă principalele competiții la care a participat Susanne Schuster de-a lungul carierei.
- swimming at the 1984 Summer Olympics – women's 4 × 100 metre freestyle relay[*]